# Epialtidae
Epialtidae ist eine Familie der Krabben mit 452 Arten.

## Merkmale
Echte Augenhöhlen fehlen, die Augenstiele sind kurz, gelegentlich nicht auszumachen und kaum beweglich. Sie sind entweder unter einem großen Überaugendorn verborgen oder tief in ein schnabelförmiges Rostrum eingesunken. Ein Hinteraugendorn ist manchmal vorhanden, aber nicht ausgehöhlt, um das zurückgezogene Auge aufzunehmen. Das basale Antennen-Glied ist plump, dreieckig und distal verschmolzen. Der Merus des dritten Maxilliped ist so breit wie das Ischium. Die Finger (Dactyli) der Schreitbeine als Greiforgan oder Subchela ausgebildet. Die letzten drei Schreitbeinpaare sind überproportional kurz. Das Pleon der Männchen ist am Ende nicht verbreitert, das Telson annähernd dreieckig, aber nicht wie bei den Oregoniidae in den sechsten Somiten eingebettet. Das erste Gonopodium ist  gewöhnlich schlank und gebogen, die Öffnung liegt meist terminal, die Spitze ist einfach, gebogen oder erweitert.

## Systematik
Die Oregoniidae werden im World Register of Marine Species in drei rezente und eine ausgestorbene Unterfamilie untergliedert, einige Gattungen werden aber keiner dieser Unterfamilien zugeordnet. Allerdings dürften die Unterfamilien nicht monophyletisch sein, weshalb Poore und Ahyong (2023) auf diese ganz verzichten. Peter Davie et al. (2015) weisen vier rezente Unterfamilien aus:
- Epialtinae MacLeay, 1838
- Pisinae Dana, 1851
- Pliosomatinae Števcic, 1994 und
- Tychinae Dana, 1851.